# Rosídeas
Na classificação filogenética APG III (2009), as rosídeas (em inglês, « rosids ») são um clado importante.  As asterídeas (em inglês, « asterids ») e as rosídeas são os dois clados das eudicotiledóneas (em inglês, « eudicots »). Elas compreendem: 
- clado rosídeas (inglês rosids)
ordem Vitales
clado fabídeas ou eurosídeas I (em inglês, « eurosids I » ou « fabids »)
ordem Celastrales
ordem Cucurbitales
ordem Fabales
ordem Fagales
ordem Malpighiales
ordem Oxalidales
ordem Rosales
ordem Zygophyllales
clado malvídeas ou eurosídeas II (em inglês, « eurosids II » ou « malvids »)
ordem Brassicales
ordem Crossosomatales
ordem Geraniales
ordem Huerteales
ordem Malvales
ordem Myrtales
ordem Picramniales
ordem Sapindales

## Classificações anteriores
No sistema APG II de clasificação das angiospérmicas, a terminologia rosídeas (em inglês: rosids) refere-se a um clado: um grupo monofilético de plantas. Este clado é um dos grupos principais nas eudicotiledóneas (eudicots). O outro grupo principal são as asterids (asterídeas).
O clado inclui aquelas espécies que no sistema Cronquist eram as Hamamelididae e as Rosidae e algumas das Dilleniidae.  O nome rosids (plural, não necessariamente em maiúsculas) é presumivelmente inspirado no nome botânico antigo, mas tem como intenção exprimir o nome de um clado ao invés de um nome formal taxonómico, no sentido da ICBN.
Compreende (começando com os grupos basais):
- Clado rosídeas (rosids)
família Aphloiaceae
família Geissolomataceae
família Ixerbaceae
família Picramniaceae
família Strassburgeriaceae
família Vitaceae
ordem Crossosomatales
ordem Geraniales
ordem Myrtales
Clado eurosídeas I (eurosids I)
família Zygophyllaceae [+ família Krameriaceae]
família Huaceae
ordem Celastrales
ordem Malpighiales
ordem Oxalidales
ordem Fabales
ordem Rosales
ordem Cucurbitales
ordem Fagales
Clado eurosídeas II (eurosids II)
família Tapisciaceae
ordem Brassicales
ordem Malvales
ordem Sapindales

Nota : “ + ....”  = opcional, como um segregante do precedente